# 迪尔宁根
迪尔宁根（法語：Durningen，法語發音：[dyʁniŋ(ɡ)ən] ⓘ）是法国下莱茵省的一个市镇，属于萨韦尔讷区。

## 地理
迪尔宁根（48°40'59"N, 7°34'3"E）面积4.02 平方千米，位于法国大東部大區下莱茵省，该省份为法国大陆部分最东部的省份，是阿尔萨斯的一部分，今与上莱茵省组成了阿尔萨斯欧洲集体，其南至上莱茵省，西南接孚日省和默尔特-摩泽尔省，西接摩泽尔省，北与德国接壤。
与迪尔宁根接壤的市镇（或旧市镇、城区）包括：什内尔赛姆、贝尔斯泰、古格奈姆、基奈姆、罗尔、维尔戈泰姆。
迪尔宁根的时区为UTC+01:00、UTC+02:00（夏令时）。

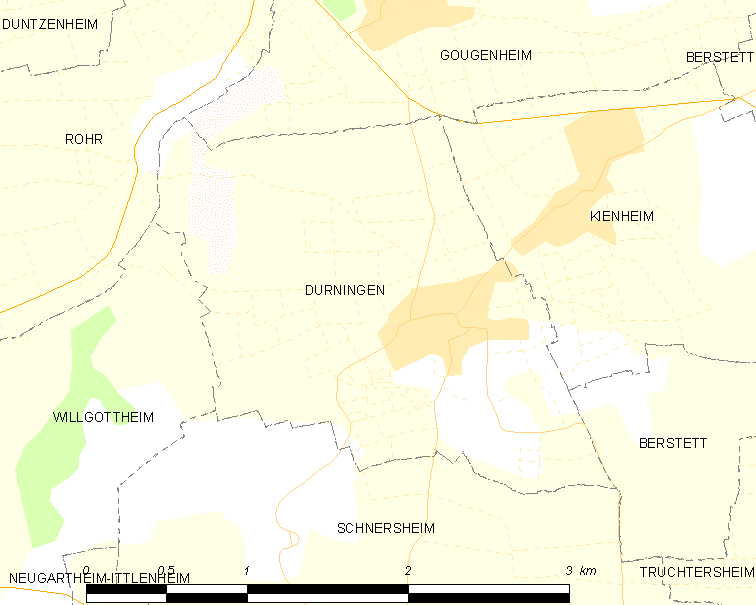
迪尔宁根的OSM定位图

## 行政
迪尔宁根的邮政编码为67270，INSEE市镇编码为67109。

## 政治
迪尔宁根所属的省级选区为布克斯维莱尔县。

## 人口

1962-2008年间迪尔宁根人口变化图示

迪尔宁根于2022年1月1日时的人口数量为686人。